# Allanton
Allanton är en ort i Storbritannien.   Den ligger i kommunen Scottish Borders och riksdelen Skottland, i den centrala delen av landet, 500 km norr om huvudstaden London. Allanton ligger 53 meter över havet och antalet invånare är 1 266.
Terrängen runt Allanton är huvudsakligen platt, men åt nordväst är den kuperad.Runt Allanton är det ganska glesbefolkat, med 26 invånare per kvadratkilometer. Närmaste större samhälle är Berwick-upon-Tweed, 13,5 km öster om Allanton. Trakten runt Allanton består till största delen av jordbruksmark.